# Westerville
Westerville is een plaats (city) in de Amerikaanse staat Ohio, en valt bestuurlijk gezien onder Delaware County en Franklin County.

## Demografie
Bij de volkstelling in 2000 werd het aantal inwoners vastgesteld op 35.318.
In 2006 is het aantal inwoners door het United States Census Bureau geschat op 34.971, een daling van 347 (-1,0%).

## Geografie
Volgens het United States Census Bureau beslaat de plaats een oppervlakte van
32,1 km², geheel bestaande uit land.

## Plaatsen in de nabije omgeving
De onderstaande figuur toont nabijgelegen plaatsen in een straal van 12 km rond Westerville.

## Geboren
- Kaleb Wesson (1999), basketballer